# Ликаон (Аркадия)
Вижте пояснителната страница за други значения на Ликаон.
Ликаон (на старогръцки: Λυκάων, Lykaon) в гръцката митология е син на Пеласг (първи цар на областта Аркадия, част от полуостров Пелопонес - отначало наричана на негово име Пеласгия) и Мелибоя. Неговата дъщеря е нимфата Калисто.
Ликаон основава на планината Ликайон светилище, посветено на Зевс. Освен това е основател на най-старият град в страната.
Според Аполодор, Ликаон има от много жени (сред предполагаемите му партньорки са Нонакрия и Килена) 50 сина, които основават множество градове. Неговият син Орестей е цар на Аркадия и основава Орестазий до Мегалополи в Гърция. Друг негов син е Орхомен - епоним на град Орхомен в Аркадия. Според така наречената Аполодорова библиотека, една митографска енциклопедия в древността, Македон (Makednos) бил син на Ликаон. Като наказание за тяхната нечестивост, всички синове на Ликоан, освен Никтим, са унищожени от Зевсовите мълниите на Зевс, който по повод на греховете им изпраща Девкалионовия потоп с цел унищожаване на човешкия род. Самият Ликаон, според Павзаний е превърнат във вълк от Зевс, след като жертва едно дете на олтара му, който напръска с неговата кръв.